# Bulbul cua-rogenc
El bulbul cua-rogenc (Phyllastrephus scandens; syn: Pyrruhurus scandens) és una espècie d'ocell de la família dels picnonòtids (Pycnonotidae). Es troba a l'Àfrica occidental i central. Els seus hàbitats principals són els boscos tropicals i subtropicals de frondoses humits de les terres baixes, els boscos pantanosos i la sabana seca, els matollars humids tropicals i subtropicals i les zones riberenques. El seu estat de conservació es considera de risc mínim.

## Taxonomia
Segons la llista mundial d'ocells del Congrés Ornitològic Internacional (versió 13.2, juliol 2023) aquest tàxon està inclòs en el gènere Phyllastrephus. Tanmateix, altres obres taxonòmiques, com el Handook of the Birds of the World i la quarta versió de la BirdLife International Checklist of the birds of the world (Desembre 2019), el consideren com a únic membre del gènere monotípic Pyrruhurus. Altrament, aquest gènere no és reconegut pel COI.